# Johann Andreas Buchner
Pour les articles homonymes, voir Buchner.
Johann Andreas Buchner (1783-1852) est un pharmacologue allemand. En 1828, il extrait de l'écorce du saule (Salix alba) l'acide salicyclique.